# Fédération internationale féline
 (avril 2012).
Si vous disposez d'ouvrages ou d'articles de référence ou si vous connaissez des sites web de qualité traitant du thème abordé ici, merci de compléter l'article en donnant les références utiles à sa vérifiabilité et en les liant à la section « Notes et références ».
Pour les articles homonymes, voir FIFE.

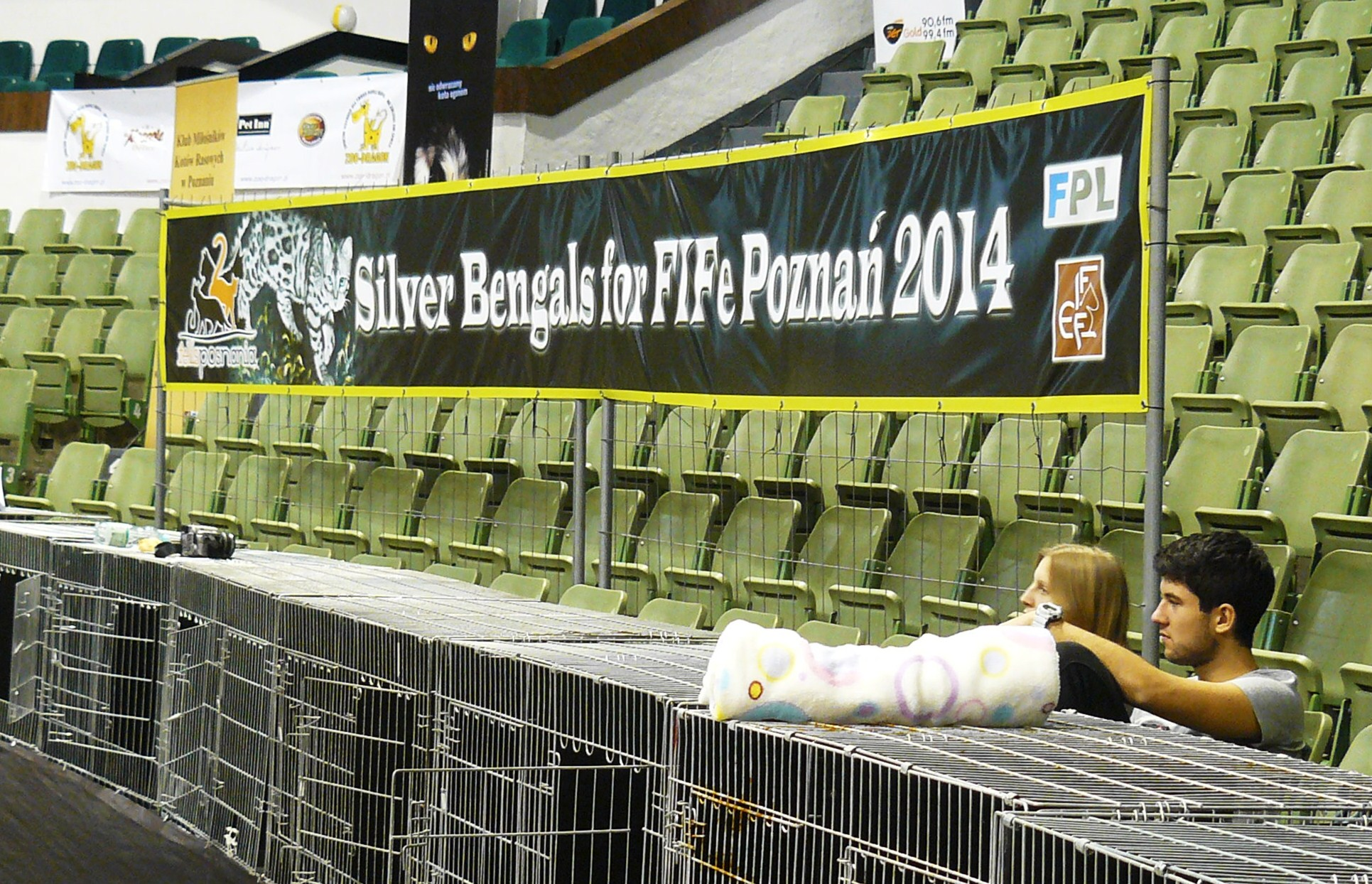
arène de la rencontre de Poznan (Pologne), 2014

La Fédération internationale féline (ou FIFé) est une fédération qui affilie les différentes associations félines nationales.

## Historique
Lors d'un meeting rassemblant plusieurs clubs de différentes nationalités en 1949, la Française Marguerite Ravel réunit les efforts de chacun pour créer la FIFé, encore non officielle à cette époque. La fédération organise sa première exposition la même année avec 200 chats exposés (un nombre impressionnant pour l'époque). 
Une année plus tard, le 10 décembre 1950, a lieu à Gand, en Belgique, la première assemblée générale lors de laquelle sont créés les statuts officiels de la fédération sous le nom de FIFE (Fédération internationale féline d'Europe).
Avec l'arrivée d'un club brésilien en 1972 et une expansion considérable depuis sa fondation, la FIFE devient la FIFé (Fédération internationale féline).
Aujourd'hui, plus de 75 000 adhérents sont affiliés à la FIFé. De nombreuses associations félines s'y réfèrent et utilisent ses standards. Plus de 2 000 affixes ont été délivrés à ce jour, et plus de 350 expositions sont organisées chaque année.

## Missions
La FIFé a pour mission de promouvoir le chat de race, et le bien-être du chat en général. Elle publie les règlements pour les élevages, tout comme pour les expositions, et ils sont presque universellement reconnus.
Elle enregistre et attribue les affixes aux éleveurs, forme des juges, organise des expositions et délivre les pedigrees. Il n'est attribué que si un minimum de six chats homogènes provenant d'une succession de cinq générations différentes peut être présentés lors d'une exposition. Les livres des origines des différentes races sont tenus par chacune des fédérations affiliées. 

## Races reconnues
Actuellement la FIFé recense 40 races de chats et d'innombrables variantes, obtenues par croisement, sélectionnées de façon très rigoureuse, ce qui donne plus d'une centaine d'espèces différentes. Elle est la principale fédération en Europe, et a harmonisé ses critères de définition avec ceux de la Governing Council of the Cat Fancy, organisme britannique fondé en 1910. La FIFé est plutôt stricte quant à la reconnaissance de nouvelles races, contrairement au LOOF.
Les races sont classées suivant des catégories propres à la fédération.

## Membres
- Asociación Felina Argentine (1988)
- Klub der Katzenfreunde L'Autriche (1950)
- Österreichischer Verband für die Zucht und Haltung von Edelkatzen, L'Autriche (1979)
- Felis Belgica vzw, la Belgique (1949)
- National Federation of Felinology, Bulgarie (2006)
- Federação Felina Brasileira, Brésil (1972)
- Felinolog, Biélorussie (1994)
- Fédération Féline Helvétique, la Suisse (1949)
- China Cat Union, Chine  (2018)
- Asociación Club Felino Colombiano, Colombie (2009)
- Český svaz chovatelů – Sdružení chovatelů koček, République Tchèque (1968)
- 1. Deutscher Edelkatzenzüchter Verband e.V., Allemagne (1951)
- Landsforeningen Felis Danica, Danemark (1950)
- Eesti Kassikasvatajate Liit, Estonie (1994)
- Asociación Felina Española, Espagne (1978)
- Suomen Kissaliitto r.y., Finlande (1961)
- Fédération Féline Française,La France (1949)
- Felis Britannica, Royaume-Uni (2005)
- Feline Federation of Greece, Grèce (1999)
- Savez Felinoloških Društava Hrvatske, Croatie (1994)
- Felis Hungarica - Magyar Macskások Egyesülete, Hongrie (2008)
- Indonesian Cat Association, Indonésie (2007)
- Kynjakettir Kattaræktarfélag Íslands, Islande (1995)
- Associazione Nazionale Felina Italiana, Italie (1949)
- Verein der Katzenzüchter Liechtensteins, Liechtenstein (1981)
- Lithuanian Felinology Association, Lituanie (1994)
- LUX-CAT-CLUB Fédération Féline Luxembourgeoise, Luxembourg (1983)
- Cat Fanciers Clubs Association, Lettonie (1995)
- Association Feline Felis 2015ova, Moldavie (2015)
- Federacion Felina de 1982ico A.C., Mexique (1982)
- Kelab Kucing Malaysia, Malaisie (1985)
- Felikat,Pays-Bas (1949)
- Vereniging Mundikat, Pays-Bas (1979)
- Norske Rasekattklubbers Riksforbund, Norvège (1951)
- Polska Federacja Felinologiczna - Felis Polonia, Pologne (2007)
- Clube Português de Felinicultura,le Portugal(1987)
- "Felis Romania", Roumanie (2007)
- Felis Russica, Russie (1989)
- SVERAK, Suède (1955)
- Zveza Felinoloških Društev Slovenije, Slovénie (1981)
- Federácia Felis Slovakia, Slovaquie (1993)
- Ukrainian Felinology Union, Ukraine (1998)

### Catégorie I - Persans et exotics
- Persan
- Exotic shorthair

### Catégorie II - Poil mi-long
- American curl (la FIFé différencie les American Curl à poil court et à poil mi-long. Les sujets aux poils courts sont tout de même classés dans cette catégorie).
- Angora turc
- Maine coon
- Norvégien
- Neva Masquerade
- Ragdoll
- Sacré de birmanie
- Sibérien
- Turc de van

### Catégorie III - Poil court et somalis
- Abyssin
- Bengal
- Bleu russe
- Bobtail japonais
- British shorthair
- Burmese
- Burmilla
- Chartreux
- Cornish rex
- Cymric
- Devon Rex
- Donskoy reconnue sous le nom de Don Sphynx
- Européen
- German rex
- Korat
- Kurilian bobtail (la FIFé différencie les Kurilian Bobtail à poil court et à poil mi-long. Les sujets aux poils mi-longs sont tout de même classés dans cette catégorie).
- Manx
- Mau égyptien
- Ocicat
- Snowshoe
- Sokoké
- Somali
- Sphynx

### Catégorie IV - Siamois et orientaux
- Balinais
- Oriental
- Mandarin sous le nom de oriental longhair.
- Siamois
- Seychellois (Le seychellois et un siamois bicolore. Il existe en poil court et mi-long).

### Catégorie V - Races en reconnaissance préliminaire
- Peterbald